# Vernon Lee
Violet Paget, beter bekend onder haar pseudoniem Vernon Lee, (Boulogne-sur-Mer, 14 oktober 1856 – San Gervasio Bresciano, 13 februari 1935) was een Brits romanschrijver en essayist die tot de stroming van de fantastiek te rekenen is.

## Biografie
Vernon Lee werd in Frankrijk geboren als de dochter van Britse expats in Boulogne-sur-Mer en in de eerste twintig jaar van haar leven reisde ze veel met haar familie. Zo reisde ze naar Duitsland, Zwitserland en uiteindelijk naar Italië. In haar jeugd stond ze onder de hoede van haar Duits-Zwitserse gouvernante die haar de vele Duitse volksverhalen vertelde. Het grootste deel van haar opvoeding kreeg Lee van haar moeder. Van haar kreeg ze les in wiskunde, grammatica en retorica. Tijdens het verblijf van de familie Paget in Nice leerden ze de Amerikaanse schilder John Singer Sargent kennen. De vrouw van Sargent zou uitgroeien tot een van de invloedrijke bronnen voor het werk van Vernon Lee.
In 1870 wist Vernon Lee haar eerste verhaal te publiceren in een Zwitsers dagblad. Drie jaar later gingen de Pagets permanent in Italië wonen. Eerst in Rome en vervolgens in Florence. Aldaar organiseerde haar moeder salons waar veel intellectuelen op af kwamen. In haar opvoeding was ze niet opgevoed voor het leven van een huisvrouw, maar voor een intellectuele carrière. Volgens de normen van de negentiende eeuw leefde ze een mannenleven en dat omschreef ze zelf als een gemixte genderidentiteit. Lee onderhield enkele amoureuze relaties met vrouwen, waaronder met Mary F. Robinson. Met haar had ze tussen 1880 en 1888 een relatie.

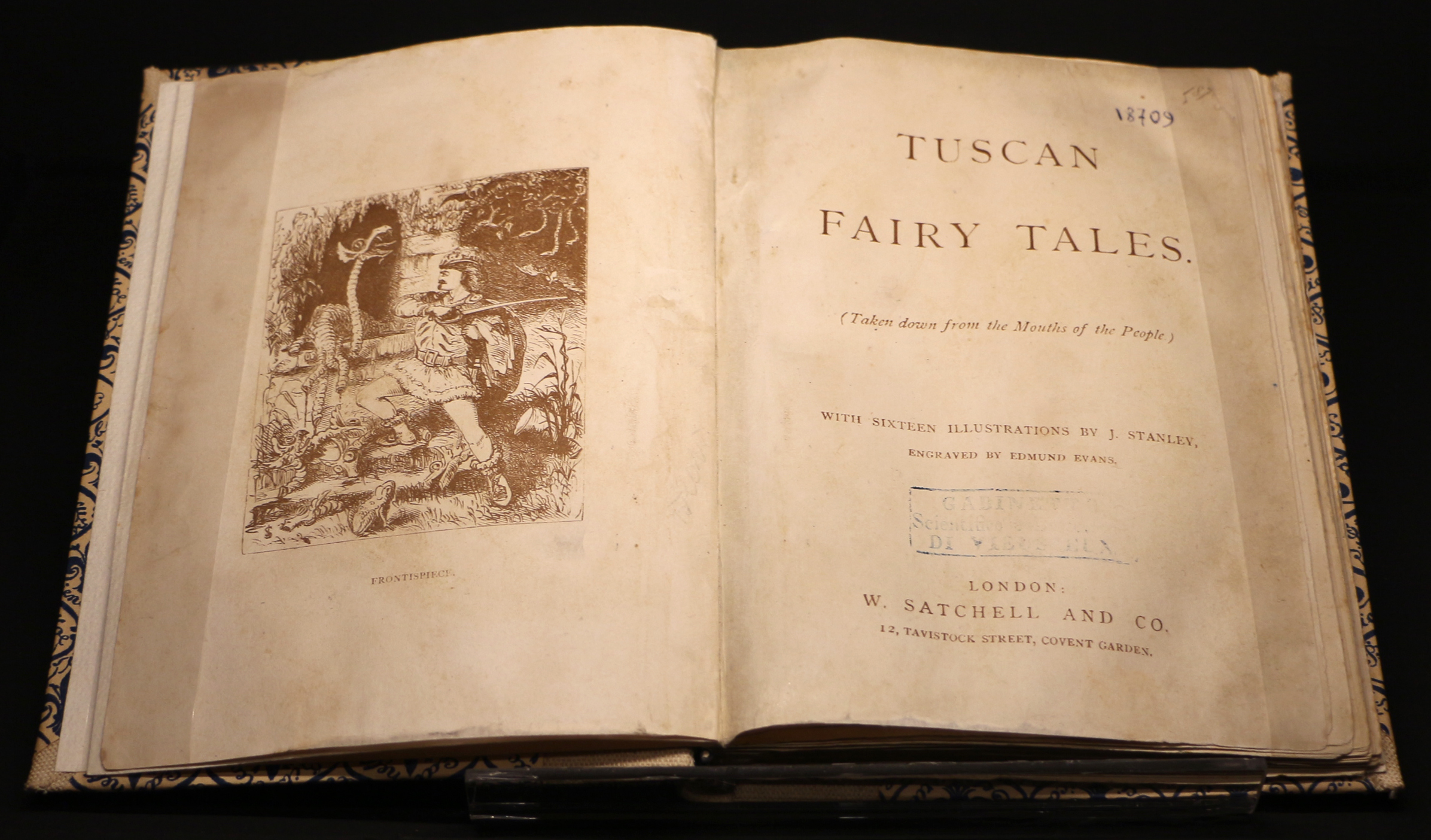
Tuscan Fairy Tales (1880)

Lee besloot in 1878 om haar mannelijke pseudoniem aan te nemen in de hoop hiermee serieuzer te worden genomen. In 1880 werd dan ook onder deze naam de Studies of the Eighteenth Century in Italy van haar gepubliceerd. Vanaf die jaren begon Lee zich meer ter interesseren in de onderdrukking van sociale groepen. Zo werd ze hierdoor beïnvloed door de Fabian Society en kreeg ze interesse in de vrouwenrechtenbeweging. Lee wees wel de militante houding van de suffragettes af en daardoor zou ze nooit helemaal betrokken raken bij het politieke feminisme.
Bij het uitbreken van de Eerste Wereldoorlog was ze in het Verenigd Koninkrijk en ze was pas na de oorlog, in 1919, in staat om terug te keren naar haar woning in Florence. Tijdens de oorlog werd ze een pacifist en was ze ook lid van de Union of Democratic Control. In 1920 kwam haar boek Satan the Waster uit waar ze sinds 1914 aan had geschreven waarin ze haar pacifisme uit de doeken deed. Door haar pacifistische standpunten vervreemde ze haar publiek al tijdens de oorlog. Na de oorlog verkochten haar filosofische werken ook stukken minder. Toen ze in 1935 overleed schrok de internationale gemeenschap hier ook van omdat niemand meer wist dat ze nog leefde.